# Lisandro Arbizu
Lisandro Arbizu (Buenos Aires, 29 de septiembre de 1971) es un exjugador argentino de rugby que se desempeñaba como centro. Es uno de los jugadores más destacados de la historia de ese país; fue el capitán más joven que tuvieron los Pumas.

## Biografía
Se inició a los 8 años jugando en su club de origen, Belgrano Athletic Club de Buenos Aires. Con la selección nacional jugó tres mundiales, 86 partidos internacionales y anotó 156 puntos.
Se retiró en 2013 en el VRAC Quesos entrepinares de la División de Honor de España.

## Carrera
En Francia jugó en cuatro clubes: CA Brive, CA Bordeaux-Bègles Gironde, Section Paloise y Aviron Bayonnais. En la temporada 2006-07, jugó para el club italiano Gran Parma Rugby y luego se convirtió en jugador del Amatori Rugby Capoterra, de Cerdeña.
El 27 de octubre de 1990, a los 19 años, debutó como integrante del los Pumas, jugando contra Irlanda. En 1992, con 21 años, se convirtió en el capitán del seleccionado más joven de la historia. Anotó 165 puntos en 86 partidos test internacionales (13 tries, 15 penales, 11 drops y 11 conversiones).
En marzo de 2011 fue convocado por el ASD Amatori Rugby Capoterra, Club de 2.ª división de Cerdeña, Italia.
En 2012 inicia una nueva etapa en la que ficha por el club español VRAC Quesos Entrepinares de Valladolid, club que milita en la División de Honor (máxima categoría del rugby español) asumiendo en principio funciones de jugador y entrenador, y más tarde sólo de entrenador, obteniendo grandes éxitos, como la victoria en el Campeonato Nacional de Liga (2012/13), y en la Supercopa de España de Rugby (2012), consiguiendo también la clasificación para la final de la Copa del Rey (2012/13) de la que resultaron subcampeones.

### Participación en Copas del Mundo
Participó en copa mundial de Inglaterra 1991 donde los Pumas perdieron todos sus partidos y fueron eliminados en primera fase. Cuatro años más tarde en Sudáfrica 1995 los Pumas fueron derrotados por seis puntos en todos los partidos, quedando nuevamente en fase de grupos. Jugó su último Mundial en el histórico Gales 1999 donde Argentina inauguró el mundial ante Gales, siendo derrotado 23-18. Argentina saldría calificado mejor tercero en la fase de grupos, superando por primera vez dicha etapa y debería jugar un play-off contra Irlanda para clasificar a cuartos de final; los pumas triunfarían 24-28 y luego serían eliminados del mundial por Les Blues. No pudo participar del mundial de Australia 2003, debido a una lesión.
| Mundial                       | Sede      | Resultado        | PJ | Tries |
| ----------------------------- | --------- | ---------------- | -- | ----- |
| Copa Mundial de Rugby de 1991 | Australia | Primera fase     | 3  | 0     |
| Copa Mundial de Rugby de 1995 | Sudáfrica | Primera fase     | 3  | 1     |
| Copa Mundial de Rugby de 1999 | Gales     | Cuartos de final | 5  | 0     |

## Estadísticas
Partidos tests: 86
- 2005: 11/6 vs. Italia (1 try); 17/6 vs. Italia
- 2003: 14/6: vs. Francia; 20/6: vs. Francia (1 Drop); 23/8: vs. Estados Unidos; 30/8 vs. Canadá.
- 2002: 15/6: vs. Francia; 2/11: vs. Australia; 16/11: vs. Italia; 23/11: vs. Irlanda;
- 2001: 23/6: vs. Nueva Zelanda (1 try); 14/7: vs. Italia; 10/11: vs. Gales; 18/11: vs. Escocia; 1/12: vs. Nueva Zelanda (2 tries);
- 2000: 17/6: vs. Australia; 24/6: vs. Australia; 12/11: vs. Sudáfrica; 25/11: vs. Inglaterra;
- 1999: 5/6: vs. Gales; 12/6: vs. Gales; 21/8: vs. Escocia; 28/8: vs. Irlanda; RWC: 1/10: vs. Gales; 10/10: vs. Samoa; 16/10: vs. Japón; 20/10: vs. Irlanda; 24/10: vs. Francia (1 Try);
- 1998: 13/6: vs. Francia (2 penales y 1 conversión); 20/6: vs. Francia (3 penales y 1 drop); 8/8: vs. Rumania (1 Try); 15/8: vs. Estados Unidos; 22/8: vs. Canadá; 7/11: vs. Italia 14/11: vs. Francia (3 penales); 21/11: vs. Gales;
- 1997: 31/5: vs. Inglaterra (1 Try); 7/6: vs. Inglaterra; 21/6: vs. Nueva Zelanda; 28/6: vs. Nueva Zelanda; 18/10: vs. Rumania; 22/10: vs. Italia; 26/10: vs. Francia (1 Penal y 1 Drop); 1/11: vs. Australia; 8/11: vs. Australia;
- 1996: 8/6: vs. Uruguay; 14/9: vs. Estados Unidos; 18/9: vs. Uruguay; 21/9: vs. Canadá; 9/11: vs. Sudáfrica; 16/11: vs. Sudáfrica; 14/12: vs. Inglaterra;
- 1995: 24/9: vs. Paraguay; 30/9: vs. Chile; 8/10: vs. Uruguay; 14/10: vs. Rumania; 17/10: vs. Italia; 21/10: vs. Francia; RWC: 27/5: vs. Inglaterra (1 Try, 2 Penales and 1 conversión); 30/5: vs. Samoa; 4/6: vs. Italia; 30/4: vs. Australia (1 Goal); 6/5: vs. Australia; (1 try); 4/3: vs. Uruguay;
- 1993: 15/5: vs. Japón (1 Try); 22/5: vs. Japón (1 Try); 2/10: vs. Brasil; 11/10: vs. Chile (2 Penales y 7 conversiones); 16/10: vs. Paraguay (1 Try); 23/10: vs. Uruguay; 6/11: vs. Sudáfrica; 13/11: vs. Sudáfrica (1 Drop);
- 1992: 4/7: vs. Francia (1 Drop); 11/7: vs. Francia (1 Drop); 26/9: vs. España (1 Try); 25/10: vs. España; 31/10: vs. Rumania; 14/11: vs. Francia (1 Drop);
- 1991: 6/7: vs. Nueva Zelanda; 13/7: vs. Nueva Zelanda; 15/8: vs. Chile (2 Drops); RWC: 4/10: vs. Australia (2 Drops); 9/10: vs. Gales; 13/10: vs. Samoa (1 Penal y 1 conversión);
- 1990: 27/10: vs. Irlanda; 10/11: vs. Escocia.